# Pedro Teixeira (Bandeirante)

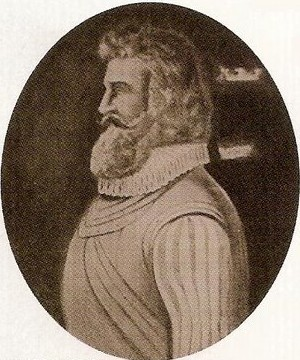

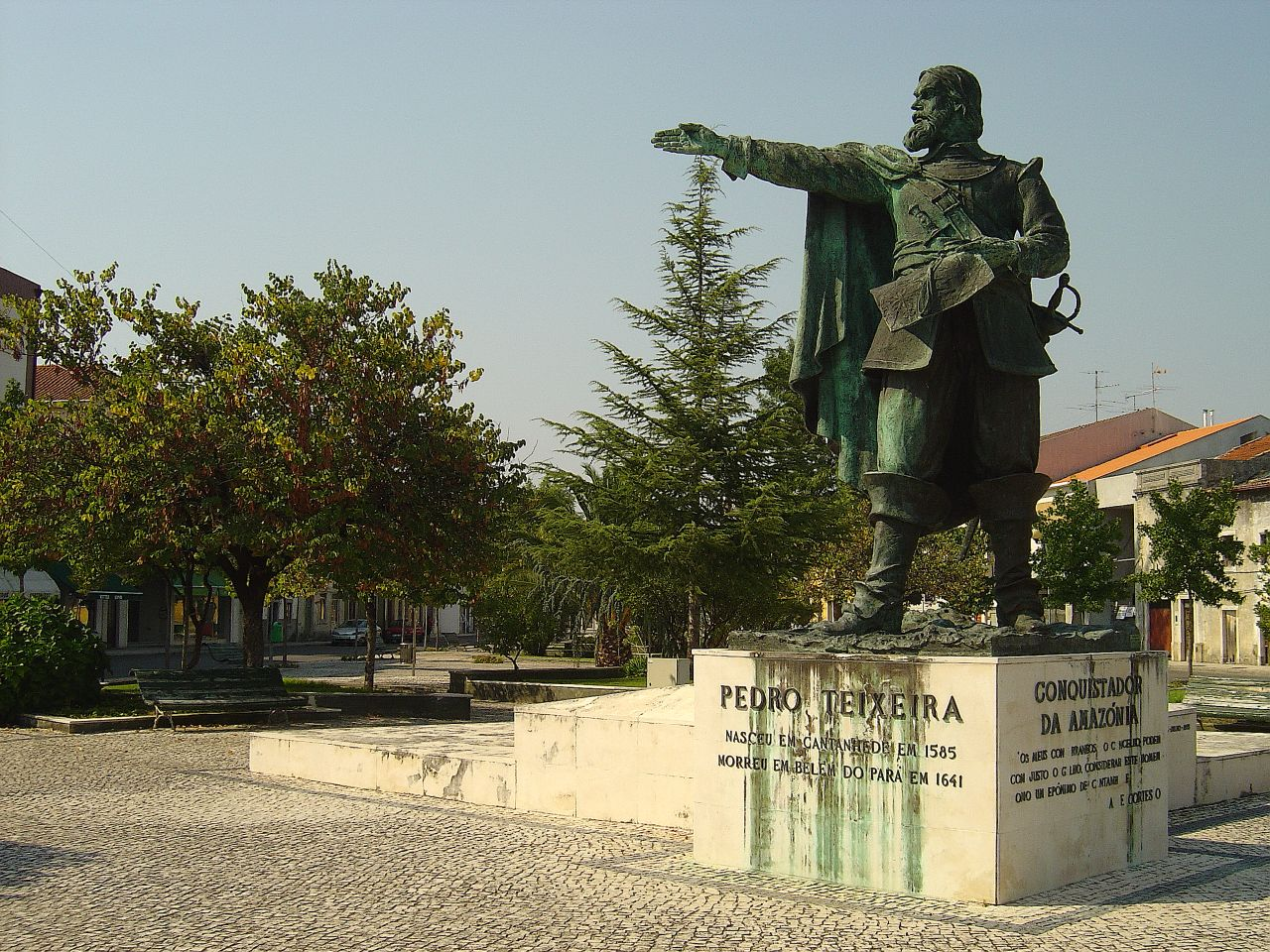
Standbild von Pedro Teixeira in Cantanhede, Bronzestatue von Celestino Alves André, 1993

Pedro Teixeira (auch Pedro Texeira, Pedro de Teixeira; * um 1585 in Cantanhede, Portugal; † 4. Juli 1641 in Belém, Brasilien) war eine portugiesische Militärperson im Amazonasgebiet des kolonialen Brasiliens.

## Leben
Über das Leben in Portugal ist wenig bekannt, das Geburtsjahr ist strittig, es wird auch das Jahr 1570 genannt. Sein Geburtsort nennt „um 1585“.
Teixeira kam 1607 zur Zeit Königs Philipp III. in der Kolonialzeit Brasiliens in das Kapitanat Grão-Pará, das 1621 unter Philipp IV. zum Estado do Grão-Pará e Maranhão wurde. Er hatte dort den militärischen Rang eines Alferes, wurde wegen seiner Erfolge bei der Vertreibung holländischer, französischer und britischer Kolonieposten aus dem Amazonasmündungsgebiet durch königliches Patent zum Capitão-Mor befördert und zum Gouverneur von Grão-Pará ernannt für die Zeit vom 17. Mai 1620 bis 18. Juli 1622. Abgelöst wurde er von Bento Maciel Parente, der ihn für weitere Militäraktionen einsetzte.
Bekannt wurde er durch seine Verdienste bei der Erforschung als erster Europäer den Amazonas aufwärts und das ihn umgebende Land auf seiner ganzen Länge (weit über 6000 km) bis nach Quito. 1637 war er mit 47 Großkanus (je 20 Ruderer), 70 vollgerüsteten Soldaten und 1200 Indios (Bogenschützen und Ruderer), insgesamt bis zu 2000 oder gar 2500 Personen, aufgebrochen und kehrte 1639 zurück. Als Anerkennung wurde er erneut zum Gouverneur von Grão-Pará ernannt, aber konnte dieses Amt nur vom 16. Februar 1640 bis zum 26. Mai 1641 ausüben. Er verstarb kurze Zeit später, seine Überreste werden in der Metropolitankathedrale von Belém aufbewahrt.
Sein Logbuch der Reise soll erhalten sein. Als offizieller Berichterstatter veröffentlichte der spanische Jesuitenmissionar Cristóbal de Acuña sein mehrfach aufgelegtes Werk Nuevo descubrimiento del Gran Río de las Amazonas.
Das Unternehmen hatte weitreichende geopolitische Bedeutung, es gilt als praktizierte Erweiterung des Vertrages von Tordesillas und schlug sich 1750 im Vertrag von Madrid nieder.

## Berichte
- Márcos Jimenez de la Espada (Hrsg.): Viaje del capitán Pedro Texeira, aguas arriba del rio de las Amazonas (1638–1639). Imprenta de Fortanet, Madrid 1889. (Digitalisat; spanisch).
- Cristóbal de Acuña: Nuevo descubrimiento del Gran Río de las Amazonas. Imprenta del Reino, Madrid 1641. Nachdruck Madrid 1891 (Digitalisat).

Bereits 1729 erschien eine Übersetzung des Werkes von Acuña als Bericht von dem Strom derer Amazonen, erstlich in spanischer Sprach heraus gegeben von P. Christophoro de Acunna, aus der Gesellschafft Jesu: Nachgehends in das Französische übersetzet, durch Herrn von Gomberville, samt vorgesetzter Abhandlung von besagtem Strom. Nunmehro alles im Teutschen an das Liecht gestellet durch einen aus gemeldeter Gesellschafft. In: Erbauliche und angenehme Geschichten derer Chiqvitos, und anderer von denen Patribus der Gesellschafft Jesu in Paraquaria neu-bekehrten Völcker; : samt einem aus führlichen Bericht von dem Amazonen-Strom, wie auch einigen Nachrichten von der Landschaft Guiana, in der neuen Welt. Paul Straub, Wienn [sic!], 1729.
1758 erschien erneut eine Übersetzung in Allgemeine Historie der Reisen zu Wasser und zu Lande, Band 16, Dritter Teil, Kapitel VI, des Johann Joachim Schwabe, betitelt Reisen auf dem Marajon oder Amazonenflusse.

## Ehrungen
Nach Teixeira sind Straßen in Manaus, im Bundesstaat Pará, die Rua Capitão-Mor Pedro Teixeira in Lissabon, ein Platz im portugiesischen Cantanhede und eine brasilianische Bootsklasse mit dem Patrouillenboot NPaFlu Pedro Teixeira (P-20) der Amazonasflotte benannt. 1993 wurde in Cantanhede ein Bronzedenkmal des Bildhauers Celestino Alves André eingeweiht. Der brasilianische Bundessenat hielt 2009 eine Gedächtnissitzung ab.